# Miss Italia 1964
Miss Italia 1964 si svolse a Salsomaggiore Terme, in un'unica serata il 6 settembre 1964. Vinse la ventenne Mirka Sartori, di Valdobbiadene (TV). L'organizzazione fu diretta da Enzo Mirigliani.

## Risultati
| Risultato finale | Concorrente          |
| ---------------- | -------------------- |
| Miss Italia 1964 | - – Mirka Sartori    |
| Miss Cinema      | - – Delia Boccardo   |
| Miss Eleganza    | - – Claudia Lange    |
| Miss Sorriso     | - – Mariella Colombo |

## Concorrenti
01) Grazie Peterlin (Miss Valle d'Aosta)

02) Nadia Bertoretto (Miss Emilia)

03) Luisa Baratto (Miss Piemonte)

04) Mirka Sartori (Miss Veneto)

05) Piera Asara (Miss Sardegna)

06) Rita Autore (Miss Lazio)

07) Anna Fiorenzano (Miss Campania)

08) Franca Bono (Miss Calabria)

09) Claudia Cucinotta (Miss Sicilia)

10) Alda Alluigi (Miss Liguria)

11) Mariella Colombo (Miss Puglia)

12) Monica Alessi (Miss Umbria)

13) Donatella Sanarica (Miss Romagna)

14) Simona Lombardi (Miss Toscana)

15) Rina Crifò (Miss Lombardia)

16) Giovanna Casalini (Miss Friuli Venezia Giulia)

17) Giovanna Romanelli (Miss Abruzzo)

18) Gabriella Pianella (Miss Marche)

19) Giuliana Soresina (Miss Cinema Lombardia)

20) Claudia Lange (Miss Cinema Lazio)

21) Matilde Pinna (Miss Cinema Sardegna)

22) Nerina Morganti (Miss Cinema Veneto)

23) Enza Oliva (Miss Cinema Sicilia)

24) Marcella Cini (Miss Cinema Toscana)

25) Anna Soranzo (Miss Cinema Friuli Venezia Giulia)

26) Giulietta Pace (Miss Cinema Liguria)

27) Maria Vittoria Kobau (Miss Cinema Emilia)

28) Loredana Mazzoleni (Miss Cinema Romagna)

29) Delia Boccardo (Miss Sorriso Lazio)

30) Lauretta Fava (Miss Sorriso Emilia)

31) Adele Manfrè (Miss Sorriso Romagna)

32) Anna Migliaccio Spina (Miss Sorriso Calabria)

33) Giovanna Negri (Miss Eleganza Lombardia)

34) Rina Marinaro (Miss Eleganza Lombardia)

35) Orietta Graviani (Miss Eleganza Romagna)

36) Annetta Gallo (Miss Eleganza Calabria)

37) Laura Marotta (Miss Eleganza Emilia)

38) Sonia Ferrante (Miss Eleganza Lazio)

39) Patrizia Romani (Selezione Fotografica)

40) Renata Johannes (Bella Straniera)

41) Ada Elisabetta Pisatti (Selezione Fotografica)

42) Marina Spreafico (Selezione Fotografica)

43) Ketty Antonino (Miss Sorriso Lombardia)